# Justinianus I
Flavius Petrus Sabbatius Iustinianus (Tauresium, 482/483 - Constantinopel, 14 november 565), bekend als Justinianus I de Grote (Grieks: Φλάβιος Πέτρος Σαββάτιος Ιουστινιανός, Ioustinianos; Nederlands, verouderd: Justiniaan), was Romeins keizer van 1 augustus 527 tot 13 november 565.
Hij staat bekend vanwege de poging tot het herstellen van de eenheid in het Romeinse Rijk (na de val van het West-Romeinse Rijk in 476), maar daar slaagde hij niet blijvend in. Zijn regering wordt daarom als het einde van de klassieke oudheid beschouwd. Over zijn leven en werken zijn we voornamelijk ingelicht door de geschiedschrijver Procopius.

## Biografie
Justinianus werd in 482 of 483 geboren als Petrus Sabbatius in het plaatsje Tauresium in de buurt van het tegenwoordige Skopje, een streek met een Thracisch-Romeinse cultuur. Justinianus' moedertaal was vrijwel zeker Thracisch, hoewel hij waarschijnlijk al vanaf jonge leeftijd tweetalig was en naast zijn moedertaal Thracisch ook het Latijn beheerste. Zijn oom Justinus, die keizer was van 518 tot 527, was afkomstig uit dezelfde streek. Petrus Sabbatius werd door zijn oom geadopteerd en bij die gelegenheid nam hij de naam Justinianus aan.
Justinianus kwam naar Constantinopel, waar hij via zijn oom degelijk onderwijs kreeg en ook andere talen zoals Koinè-Grieks leerde. In de hoofdstad maakte Justinianus een versnelde carrière door. In 520 werd hij hoofd van de paleiswacht en in 521 volgde een consulaat. Toen Justinus op 1 augustus 527 stierf, volgde Justinianus hem op, aangezien hij voor die tijd al een deel van de regeringstaken op zich had genomen.
Justinianus kon steunen op een aantal hoge ambtenaren en generaals, zoals Belisarius en Narses (opperbevelhebbers), Johannes de Cappadociër (financiën) en Tribonianus (justitie).

## Binnenland

### Codex Justinianus
Zijn regering wordt gekenmerkt door de Codex Justinianus van 529, een samenvatting en compilatie van het Romeins recht, gebaseerd op de Codex Theodosianus van de Oost-Romeinse keizer Theodosius II (437). Justinianus' Codex, dat deel uitmaakt van zijn Corpus Iuris Civilis, vormt een mijlpaal in de geschiedenis van de wetgeving.

### Opstand na rellen rond wagenrennen (532)

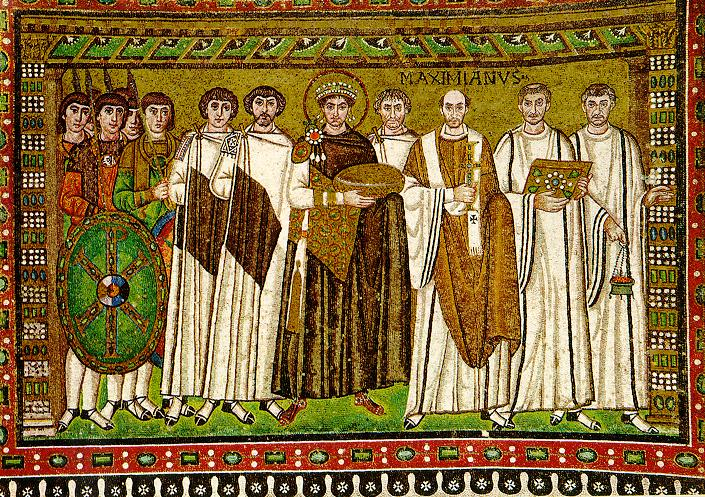
Keizer Justinianus met zijn hofhouding, waaronder Belisarius (links naast de keizer) en Narses (rechts tussen de keizer en Maximianus van Ravenna), Basiliek van San Vitale

In 532 brak er het Nika-oproer uit, genoemd naar de strijdkreet van de oproerkraaiers, Nika! ("Overwin!"). De rel ontstond door ongeregeldheden tijdens het wagenrennen, in het grote stadion van Constantinopel. Dat was sinds Romes gloriedagen immens populair. Toen Constantinopel (oorspronkelijk Byzantium genoemd) de hoofdstad van het Romeinse Rijk werd, verhuisden de wagenteams van Rome mee naar de nieuwe hoofdstad. Oorspronkelijk waren er vier teams, maar de populairste twee bleven over: de Groenen en de Blauwen genoemd, naar de kleuren die de wagenmenners droegen in het stadion. Deze kleuren werden ook gebruikt voor de aanhangers van respectievelijk de monofysieten (die stelden dat Christus alleen een Goddelijke natuur had) en die van het concilie van Chalcedon (dat uitging van een ondeelbare dubbele natuur van God en Mens). Alle burgers en zelfs de keizer werden geacht om een voorkeur voor een van beide teams uit te spreken. Zo ontstonden er grote 'supportersgroepen', wier rivaliteit zo groot was dat de strijd vaak na de rennen werd voortgezet in de straten van de stad, met alle gewelddadige gevolgen van dien.
De twee groepen hadden in de loop der eeuwen ook een politieke dimensie gekregen, waardoor de tegenstellingen tussen de teams stegen. Justinianus had oorspronkelijk de Blauwen gesteund, maar probeerde nu van beide partijen afstand te nemen. Na een wedstrijd in het stadion werden leden van de verschillende teams ter dood veroordeeld. Daardoor kwamen zowel de Blauwen als de Groenen in opstand tegen de keizer. Een brand verwoestte daarbij het grootste deel van de binnenstad (waaronder de Hagia Sophia). Een neef van Anastasius (Hypatius) werd zelfs even tot keizer uitgeroepen. Justinianus maakte plannen om uit het keizerlijk paleis te vluchten, maar volgens de overlevering was het keizerin Theodora die dat wist te voorkomen. De opstand werd met de hulp van Narses neergeslagen in een bloedbad, aangericht door Belisarius, die toen hoofd van de keizerlijke lijfwacht was. Hierbij kwamen ongeveer 30.000 Groenen en Blauwen om het leven.

## Buitenland
Justinianus trachtte de kring van betrekkingen die Byzantium met de buitenwereld onderhield, verder uit te breiden. De contacten met China via de zijderoute werden bemoeilijkt door het Perzische Rijk. Daarom sloot Justinianus een verdrag met de Turkstalige volken ten noorden van de Kaukasus. Byzantium hoopte een duurzame relatie van wederzijds (handels)belang op te bouwen. Ook aan de zuidzijde probeerde Justinianus het Perzische Rijk te omzeilen door met het rijk van Aksum in Ethiopië contacten te leggen om een veilige route naar India te kunnen openen. De grip van de Perzen op de handel in de Indische Oceaan bleef echter de overhand hebben, ook voor hun Ethiopische mededingers.
Een andere zaak was het verdrijven van de Middellandse Zee piraten, de Vandalen en het heroveren van Rome, bij uitbreiding Italië, bij uitbreiding het Ostrogotische Rijk.

### Periode Belisarius

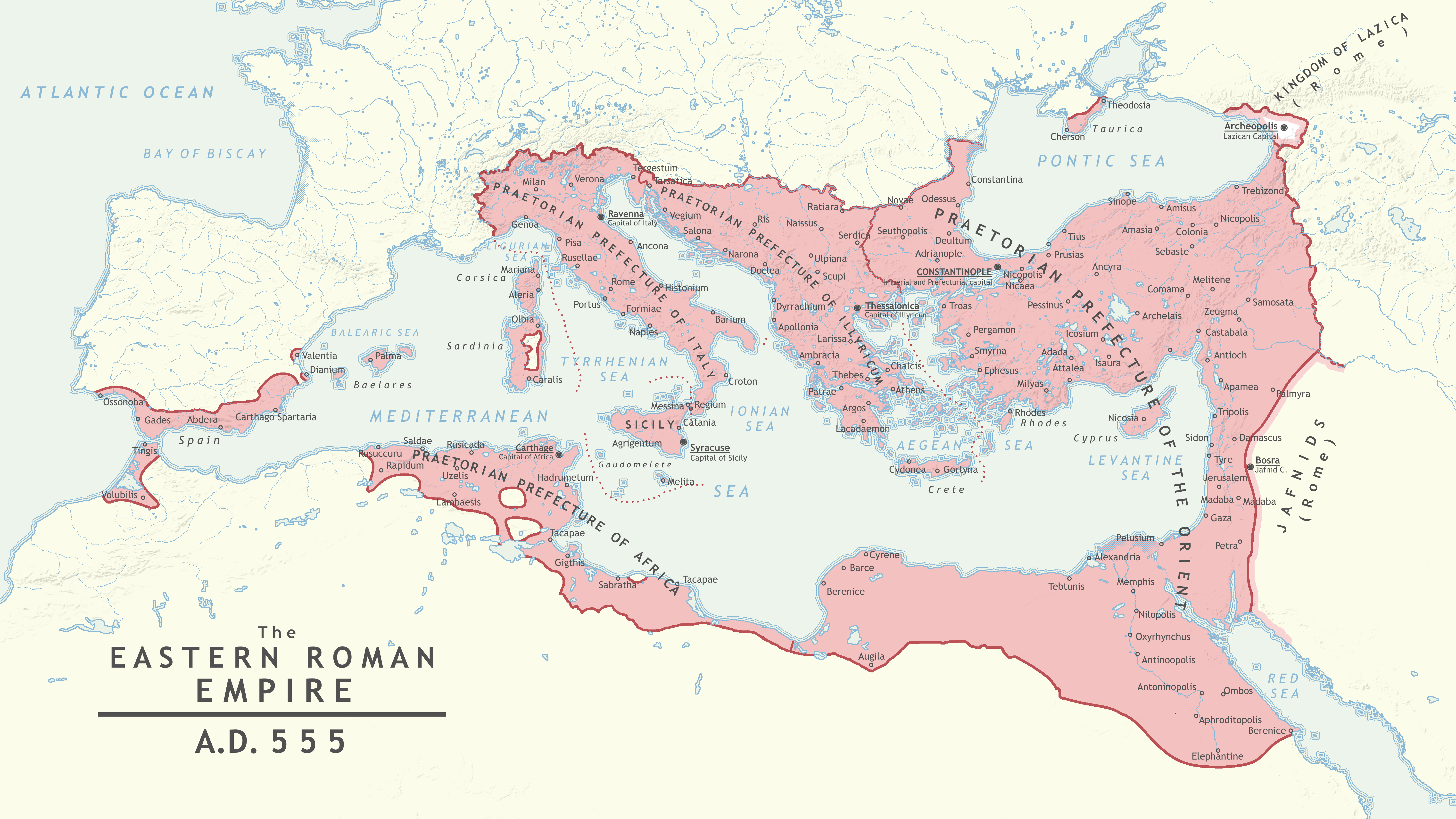
Het Byzantijnse Rijk rond 555 na de veroveringen door Justinianus.

Na de Iberische Oorlog (526-532) volgde de Eeuwige vrede met Khusro I van Perzië. Dat stelde Byzantium in staat om het Vandaalse Rijk te vernietigen in de Vandaalse Oorlog. De expeditie tegen de Vandalen in Afrika was een succes. In 533 werd koning Gelimer verslagen.
Nu kon Justinianus zijn pijlen richten op Italië. 535 was de start van de Gotische Oorlog. Justinianus overwon in 535 de Ostrogoten door Sicilië en Napels over te nemen, terwijl een ander departement van het leger vanuit Dalmatië binnenviel. Daarna volgde er een oorlog van twintig jaar met de Ostrogoten.
De Ostrogoten vroegen hulp aan de Sassanidische sjah Khusro I, die verbrak de Eeuwige vrede en viel in 540 Syrië binnen en vernietigde Antiochië, een nieuwe Romeins-Perzische oorlog, de Lazische Oorlog. Hij veroverde Lazica en had zo een haven aan de Zwarte Zee. Byzantium kon zich niet verweren, omdat het op drie fronten in gevechten verwikkeld was.
De Slaven begonnen ook aan een lange reeks invallen op de Balkan. Hoewel dit front versterkt was met een reeks forten, was er te weinig mankracht om het te verdedigen. De Slaven stroomden over de hele Balkan tot Korinthe en de Egeïsche Zee.

### De pest
De Pest van Justinianus (541-549) verzwakte het rijk. De gemaakte veroveringen in Italië konden niet worden geconsolideerd. Het is ook in die tijd dat keizerin Theodora stierf, vermoedelijk aan de gevolgen van de pest.

### Periode Narses

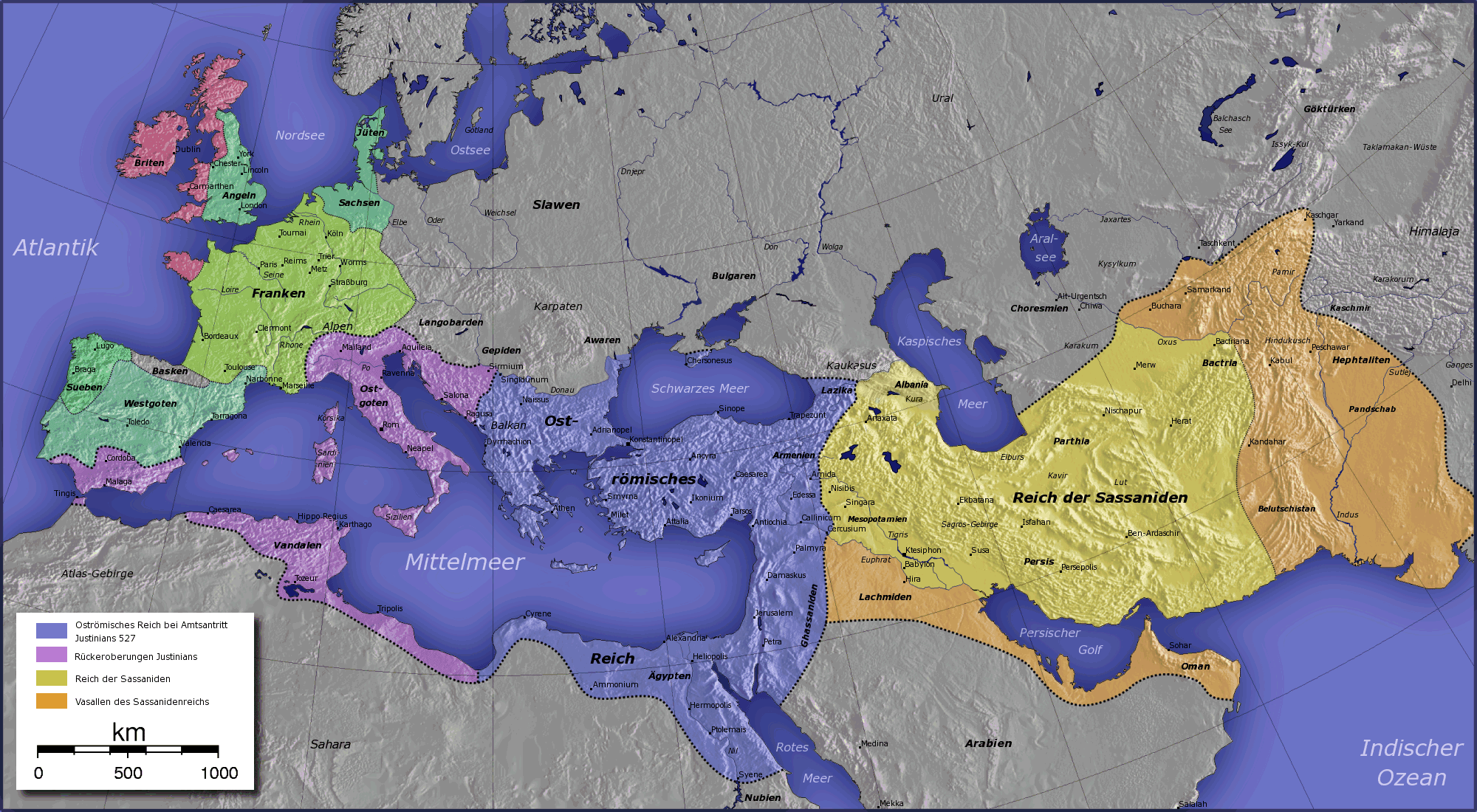
Europa en West-Azië in 565

In 550 stierf zijn neef generaal Germanus, zijn functie werd overgenomen door Narses. Narses hervatte de Gotische Oorlog. In de Slag bij Taginae wist hij de Gotische koning Totila te doden. In 554 was Italië heroverd.
In 552 mengde Justinianus zich in de troonstrijd tussen de Visigoten op het Iberisch Schiereiland en kreeg zo greep op het land. De heroverde provincie kreeg de naam Spania, zodat de Middellandse Zee weer een Mare Internum kon worden genoemd.

## Religieuze politiek

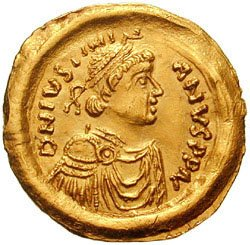
Portret van Justinianus I op een gouden munt (een tremissis van 1.43 g) geslagen in Constantinopel. Het opschrift is D N IVSTINIANVS P P AV[G].

Justinianus keerde terug naar een in godsdienstige zin orthodoxe politiek. Hij nam daarmee afstand van de pro-monofysitische politiek van Anastasius I en herstelde de relaties met Rome. Volgens Justinianus was er een politieke noodzaak om de belangrijke theologische controverses in die tijd op één lijn te zetten met die van Rome. Op die manier probeerde hij zijn gezag over de Westerse delen van het oude Romeinse Rijk te versterken.
In 529 sloot hij de Academie van Athene, die in die tijd nog steeds het heidense neoplatonisme propageerde. De filosofen Hermeias, Priscianus, Diogenes, Eulamius, Simplicius en Isidorus vertrokken onder leiding van hun voorzitter Damascius naar Perzië. Justinianus' vrouw Theodora I bleef zichzelf presenteren als een vriendin van de monofysieten, waarmee het keizerpaar probeerde te voorkomen deze stroming te veel tegen zich in het harnas te jagen. Na de dood van zijn vrouw omhelsde de keizer een extreem-radicale tak van het monofysitisme, die terugging op de monnik Eutyches.
In 553 riep Justinianus het Tweede Concilie van Constantinopel bijeen, om de miafysieten, die het Concilie van Chalcedon afgewezen hadden, weer terug in de Kerk te brengen door hun enkele concessies te doen. Ook het origenisme werd behandeld.

## Cultuur
Justinianus hield van grootse architectuur en besteedde een groot deel van zijn kapitaal daaraan. Zijn bekendste bouwwerk is de beroemde Hagia Sophia.

## Laatste jaren
In 562 sloot hij opnieuw vrede met de Perzen, ditmaal voor een halve eeuw. Byzantium kreeg Lazica terug, opnieuw ten koste van grote geldsommen, dit tot groot ongenoegen van zijn bankiers. Het slachtoffer was Belisarius, die werd beschuldigd van een complot tegen de keizer.
In 565 stierf, op 83-jarige leeftijd, Justinianus kinderloos. Alhoewel hij een gigantisch rijk achterliet, liet hij ook een groot deficit na. Door een deel van de bevolking werd hij op handen gedragen, door andere werd hij verguisd. Justinus II, de zoon van zijn zus, volgde hem op. Justinianus werd begraven in de Heilige Apostel Kerk in Constantinopel.
In 568 ging een groot deel van de veroveringen in Italië verloren, ditmaal aan de Longobarden. Het exarchaat Ravenna hield een aantal gebieden onder controle, maar het hele schiereiland zou het nooit meer terugkrijgen. Ook Cordova, de basis in Spanje, ging eerst in 572 en uiteindelijk voorgoed in 584 weer in Visigotische handen over. De rest zou veertig jaar later volgen.

## Beoordeling

### Volgens Procopius
Procopius beschuldigt in zijn 'Geheime Geschiedenis' Justinianus I van het vermoorden van zijn medemensen en plunderen van andermans bezit. Hij hield zich constant bezig met vernieuwingen en het behoud van gevestigde instituties betekende voor hem niets. Geen enkel persoon in het hele Romeinse Rijk kon aan hem ontsnappen. Als Procopius zijn uiterlijk beschrijft, zegt hij, dat Justinianus van gemiddelde lengte was en sterk op Domitianus leek. Hij noemt hem schijnheilig en een leugenaar. Toen hij volgens de wet de actrice/prostituee Theodora niet kon huwen, paste hij de wet aan. Zij ging volgens Procopius vanaf haar jeugd met magiërs en tovenaars om. De heiligdommen van de volgelingen van Arius bezaten ongelooflijke rijkdommen en Justinianus nam hen die rijkdommen af. Dat deed hij op grond van het besluit dat zij ketters zouden zijn, die niet zijn visie deelden van wat het christendom werkelijk betekent. Ook montanisten, samaritanen, manicheeërs en sabbateeërs dienden hun geloof af te zweren en werden met zware straffen bedreigd. Ook tegen astrologen werd vijandig opgetreden. Telkens werd het bezit van anderen toegeëigend. En veel geld werd uitgegeven aan de barbaren aan de landsgrenzen en aan onzinnige bouwprojecten aan de kust. Volgens Procopius leek het keizerlijk paar, niet alleen volgens hem, maar ook volgens vele anderen, eerder op een stel bloeddorstige demonen dan op mensen. Justinianus I at, dronk en sliep weinig en had een demonische passie voor erotische uitspattingen. Hij wilde iedereen één christelijk geloof opleggen en wie zich daar tegen verzette vernietigde hij, onder het mom van vroomheid. Hij was hebzuchtig, nam steekpenningen aan en verkocht banen aan de hoogste bieder. Hij zette monopolies op, zodat iedereen verplicht was bij bepaalde personen te kopen voor verhoogde prijzen. Broden werden kleiner en met as gemengd, zodat hij zelfs de armsten raakte. Het aquaduct werd niet gerepareerd, zodat er watergebrek ontstond. Volgens Procopius was Justinianus I uit op de ondergang van z'n onderdanen. Hij wilde alles in verwarring en chaos brengen. Theaters en badhuizen werden gesloten. Volgens Procopius is het niet te schatten aan hoeveel mensen Justinianus I het leven heeft gekost.

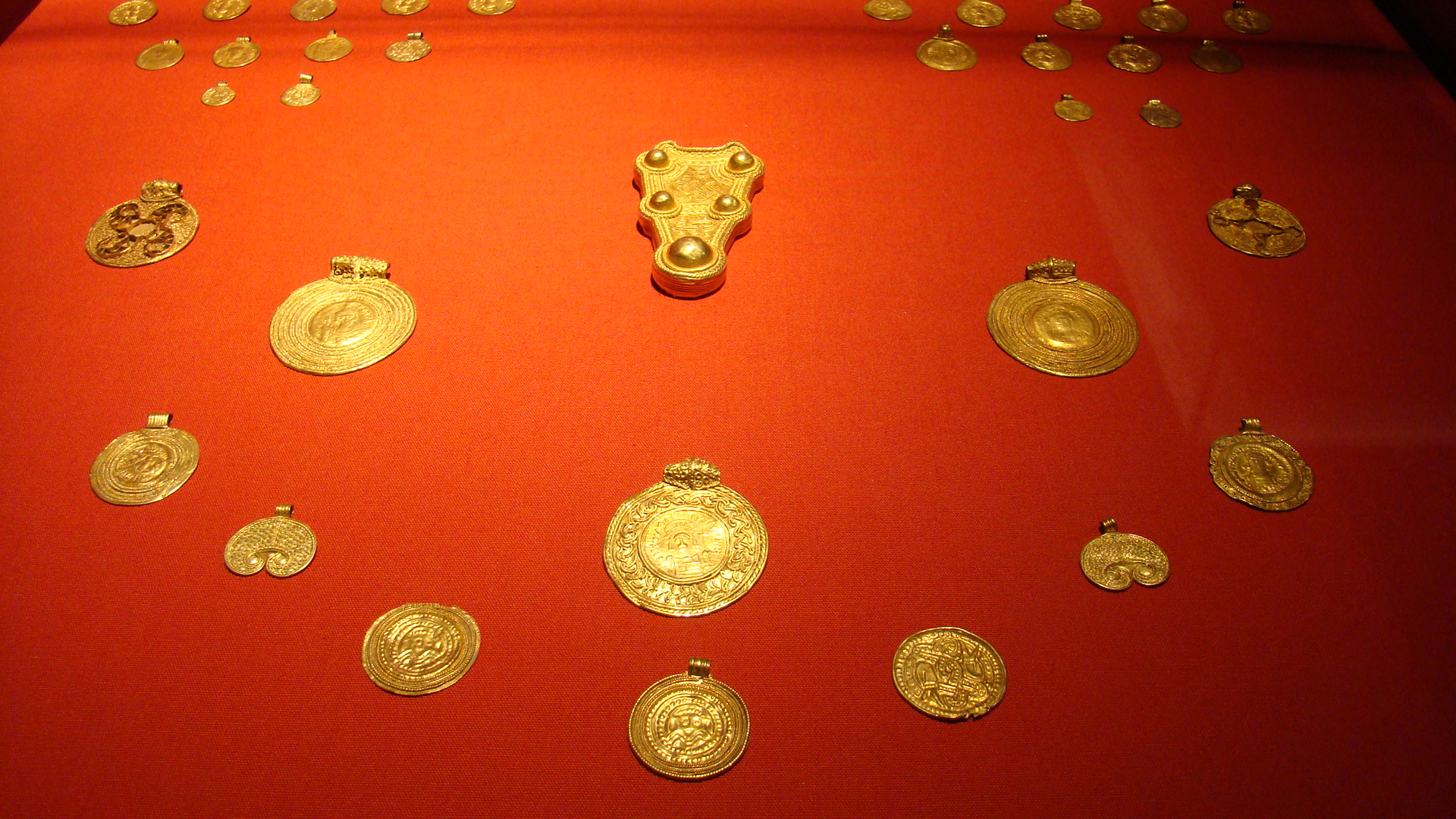
De Goudschat van Wieuwerd, vondst uit 1866 in een terp. De schat bestaat uit een fibula, ringen en oorhangers. In de bracteaten zijn Romeinse munten verwerkt. De munten zijn onder andere van Justinianus.